# Ennio Morlotti
Ennio Morlotti (Lecco, 21 septembre 1910 - Milan, 15 décembre 1992) est un peintre italien.

## Biographie
En 1917, il entre au collège Paolo Angelo Ballerini de Seregno où il reste jusqu'en 1922. Puis, tout en travaillant, il étudie l'art ancien dans les églises et les musées et s'intéresse à l'art contemporain.
En 1936, après avoir atteint sa maturité artistique, il quitte son emploi et entre à l'Académie des Beaux-Arts de Florence sous la direction de Felice Carena. Il y étudie Masaccio, Giotto et Piero della Francesca, mais, se rendant compte que ses racines lombardes ont été détournées vers la peinture toscane, il quitte Florence.
En 1937, séjournant pour une courte période à Paris, il fait la connaissance de Cézanne, du fauvisme et des expressionnistes de Soutine et Georges Rouault. À l'Exposition internationale de Paris, il est profondément impressionné par Picasso et sa Guernica. À son retour en Italie, il s'installe à Milan et s'inscrit à l'Académie des beaux-arts de Brera. Il peint alors ses premières œuvres.
En 1939, il rejoint le groupe des peintres de la revue Corrente avec Ernesto Treccani, Renato Guttuso, Renato Birolli et Bruno Cassinari.
Après un second séjour à Paris en 1947, il participe au Fronte Nuovo delle Arti et après la scission de Cassinari et Birolli adhère au Gruppo degli otto (it) (Groupe des Huit) de Lionello Venturi, fondé en 1952 et dissout en 1954.
Représentatif d'une sorte de naturalisme informel et lyrique, ses sujets de prédilection sont des paysages, des natures mortes et des nus. Le peintre et céramiste Edoardo Giordano s'est inspiré de son style.

## Source
- (it) Cet article est partiellement ou en totalité issu de l’article de Wikipédia en italien intitulé « Ennio Morlotti » (voir la liste des auteurs).